# Фигури на Лихтенберг
Фигури на Лихтенберг e изображение на разклонен електрически разряд, който понякога се появява на повърхността или във вътрешността на изолационни материали. Фигурите на Лихтенберг често се свързват с прогресивното влошаване на компонентите и оборудването с високо напрежение. Изследването на равнинни фигури на Георг Кристоф Лихтенберг по изолационни повърхности, както и на обемни фигури в изолационни материали, често дава на инженерите ценна информация за подобряване на дългосрочната надеждност на високоволтово оборудване. Понастоящем е известно, че фигурите на Лихтенберг се срещат върху или в обема на твърди тела, течности и газове по време на електрически пробив.